# روسباخ
روسباخ (به آلمانی: Roßbach, Bavaria) یک شهر در آلمان است که در بایرن واقع شده‌است.

## خصوصیات
روسباخ ۴۸٫۰۸ کیلومترمربع مساحت دارد ۳۳۱-۴۵۱ متر بالاتر از سطح دریا واقع شده‌است.